# Germplasm Resources Information Network
Germplasm Resources Information Network (GRIN, можливий переклад — Інформаційна мережа генетичних ресурсів) — інформаційний проєкт, що надає генетичну та іншу інформацію про живих організмів в режимі онлайн.
У 1990 році Конгрес США санкціонував створення Програми національних генетичних ресурсів (англ. National Genetic Resources Program (NGRP)), яка повинна була забезпечити збір, обробку, зберігання та розповсюдження серед учених генетичної інформації про живих організмів, важливих для харчової промисловості та сільськогосподарського виробництва. Проєкт GRIN реалізований і підтримується в актуальному стані в рамках цієї програми, здійснюваної під керівництвом Департаменту сільського господарства США.

## Структура
Проєкт GRIN складається з чотирьох підпроєктів, присвячених, відповідно, рослинам, хребетним тваринам, мікроорганізмам і безхребетним тваринам:
- National Plant Germplasm System (NPGS)
- National Animal Germplasm Program (NAGP)
- National Microbial Germplasm Program (NMGP)
- National Invertebrate Genetic Resources Program (NIGRP)

GRIN Taxonomy for Plants (розділ підпроєкту National Plant Germplasm System) присвячений таксономії рослин. На персональних сторінках таксонів видового та інфравидового рангу крім таксономічної інформації також наводяться (у більшості випадків) дані щодо розповсюдження, використання, загальних назв; дається перелік літератури, а також посилання на інтернет-ресурси, де може бути знайдена додаткова інформація.